# Programmation (Videopac)
Pour les articles homonymes, voir Programmation (homonymie).
Programmation (Computer Intro! ou Computer Programmer) est une cartouche de jeu développée et éditée par Magnavox/Philips, sortie en 1979 sur la console Odyssey²/Videopac. Bien qu'elle soit commercialisée comme un jeu vidéo, sous le numéro 9 de la logithèque de l'appareil, il s'agit d'un langage de programmation, proche de l'assembleur, permettant de construire des programmes simples,. Ces programmes pouvaient utiliser les images standard stockées dans le Videopac.
La cartouche contient également un programme de démonstration et trois mini-jeux :
- Creepy Crawler, qui affiche aléatoirement des blocs clignotants ;
- Flash Card, un jeu de calcul simple où le joueur doit saisir la solution d'une addition.
- Computer Telepathy, un jeu de devinette où le joueur doit trouver un nombre entre 0 et 99.
- Between the Sheets, un autre jeu de devinette.

Elle était accompagnée d'un manuel exceptionnellement épais (84 pages pour la version européenne, 103 pages, pour la version originale américaine), présentant les bases du fonctionnement des microcontrôleurs, du langage binaire, les principes de la programmation et quelques exemples de programmes réalisables.
Le principal reproche fait à la cartouche est l'absence de moyen de sauvegarde, entrainant la perte du programme en mémoire lors de l'extinction de la console. De plus, les limites matérielles de la console permettaient difficilement d'aller au-delà des exemples fournis. Malgré cela, le programme a rassemblé à l'époque une petite communauté de programmeurs amateurs, qui pouvaient s'échanger leurs listings par l'intermédiaire de la revue Videopac, et même créé des vocations de développeur. Début 1983, la cartouche est considérée comme « la meilleure cassette d'apprentissage pour l'entrée en informatique » par le magazine allemand TeleMatch.